# ネットワーク・アプライアンス
ネットワーク・アプライアンス（英: network appliance）、そうでなければネットワーク家電機器は、Web、メール、DNS、DHCPなど、ネットワークに接続して使う用途の家電機器である。通常、LinuxなどのサーバOS上に特定用途向けソフトウェアを組み込んだシステムが、筐体入りモジュールあるいはむき出しのモジュールなどの形態で製品となっている。通常の設定などは、リモート端末上のウェブブラウザからHTTPで行うこととしているものが多い。
ネットワーク・アプライアンスのもつ機能としては、Web、メール、DNS、DHCPのほか、HTTPキャッシュ、ルータ、ファイルサーバ、SSLオフロードなど、さまざまな用途がある。
「サービスを提供するもの」という意味では一種のサーバであるため、アプライアンスサーバと呼ばれることがある。一方、ワークステーションのような汎用あるいは任意のサービスを提供できるシステムによるものを指す「サーバ」に対置して、専用機という意味でこの語が使われることもある。
AOLは2000年4月5日、トランスメタが開発した VLIW型のCPUであるCrusoeをベースとしてリーナス・トーバルズがまとめたMobile Linux を使ったインターネットアプライアンスを発表している。

## 注
1. ↑  開発用の（非常用としても使える場合もある）シリアルコンソールに、テストパッドなど何らかの方法でアクセス可能なものもある。
2. ↑  GLYN MOODY 小山祐司監訳『ソースコードの反逆』株式会社アスキー、2002年6月11日、359頁。